# Roland J. Teske
Roland J. Teske,  (1934-2015) est un prêtre catholique américain membre de la Société de Jésus. Professeur émérite de philosophie de l'université Marquette, c'est également un médiéviste. Il a publié plusieurs livres sur la philosophie et la théologie médiévale. Il est aussi un traducteur d'Augustin d'Hippone et de Guillaume d'Auvergne.

### Traduction d'œuvres d'Augustin d'Hippone
- On Genesis: Two Books on Genesis against the Manichees; and, On the Literal Interpretation of Genesis, an Unfinished Book. (Translation of: De Genesi contra Manichaeos and De Genesi ad litteram imperfectum liber.)  Washington, D.C.: Catholic University of America Press, 1990.  (ISBN 9780813211848)
- avec John E. Rotelle Augustine, Saint Bishop of Hippo Priscillianists and Origenists ; Arian sermon ; Answer to an Arian sermon ; Debate with Maximinus ; Answer to Maximinus ; Answer to an enemy of the Law and the Prophets OCLC 34165347
- avec John E. Rotelle, Answer to the Pelagians. II, Marriage and desire ; Answer to the two letters of the Pelagians ; Answer to Julian  (ISBN 9781565481077)
- avec John E. Rotelle, Answer to the Pelagians. III, Unfinished work in answer to Julian Hyde Park, N.Y. : New City Press, 1999  (ISBN 9781565481299)
- avec John E. Rotelle, Answer to the Pelagians. IV, To the monks of Hadrumetum and Provence Publisher:	Hyde Park, N.Y. : New City Press, 1999  (ISBN 9781565481367)
- avec Boniface Ramsey, The Manichean Debate. Hyde Park, N.Y.: New City Press, 2006.

### Traductions universitaires d'autres philosophes
- Henry de Ghent. Quodlibetal Questions on Free Will. Milwaukee, Wis: Marquette University Press, 1993.  (ISBN 9780585141206)
- Guillaume Auvergne The Trinity, or, The first principle Publisher: Milwaukee, Wis. : Marquette University Press, 1989  (ISBN 9780874622317) [2]
- Guillaume d'Auvergne, On the Virtues Part One of On the Virtues and Vices. Milwaukee, Wis: Marquette University Press, 2009.
- Guillaume d'Auvergne, The Universe of Creatures. Milwaukee: Marquette University Press, 1998.
- Guillaume d'Auvergne, The providence of God regarding the universe : part three of the first principal part of The universe of creatures  Milwaukee, Wis. : Marquette University Press, 2007.
- Guillaume d'Auvergne,The immortality of the soul = De immortalitate animae Milwaukee, Wis. : Marquette University Press, 1991
- Robert Bellarmin  avec John Patrick Donnelly), Spiritual writings New York : Paulist Press, 1989.

### Monographies
- To Know God and the Soul: Essays on the Thought of Saint Augustine. Washington, D.C.: Catholic University of America Press, 2008.
- Studies in the philosophy of William of Auvergne, Bishop of Paris (1228-1249) Milwaukee, Wis. : Marquette University Press, 2006  (ISBN 9780874626742)

### Éditeur
- co-ed with Lienhard, Joseph T. and Earl C. Muller, Augustine: Presbyter Factus Sum. New York: P. Lang, 1993.